# Oak Park (Illinois)
Oak Park is een plaats in de Amerikaanse staat Illinois, en valt bestuurlijk gezien onder Cook County.

## Demografie
Bij de volkstelling in 2000 werd het aantal inwoners vastgesteld op 52.524. In 2006 is het aantal inwoners door het United States Census Bureau geschat op 50.272, een daling van 2252 (-4,3%). In 2020 was het inwonersaantal gestegen tot 54.583.

## Geografie
Volgens het United States Census Bureau beslaat de plaats een oppervlakte van 12,2 km², geheel bestaande uit land.
Bezienswaardig is de 'Grace Episcopal Church'. Deze kerk is gebouwd tussen 1901 en 1905 in neogotische stijl. Deze kerk is vooral beroemd door de kerstfilm Home Alone deel 1, waarbij een scène in deze film wordt opgenomen in deze kerk.

## Geboren in Oak Park
- Ernest Hemingway (1899-1961), schrijver en Nobelprijswinnaar (1954)
- Dave Tough (1907-1948), jazzdrummer
- John Sturges (1910-1992), filmregisseur
- Betty White (1922-2021), actrice
- Don Alden Adams, prediker
- Bob Newhart (1929-2024), komiek en acteur
- Robert Schrieffer (1931-2019), natuurkundige en Nobelprijswinnaar (1972)
- Joseph Kerwin (1932), astronaut
- John G. Avildsen (1935-2017), filmregisseur
- Keith Szarabajka (1952), acteur en scenarioschrijver
- Amy Morton (1958/1959), actrice
- Lee Archambault (1960), astronaut
- Kathy Griffin (1960), comédienne en actrice
- Busy Philipps (1979), actrice